# HD 193556
HD 193556，又名BD+14 4263，SAO 105988、HR 7778，是一颗恒星，视星等为6.13，位于銀經56.5，銀緯-12.19，其B1900.0坐标为赤經20h 15m 41.4s，赤緯+14° -12.19′ 13″。